# Holland wordt wakker
Holland wordt wakker was een Nederlands radioprogramma dat op dinsdagochtend van 7:00 tot 9:00 uur door de VARA werd uitgezonden op Radio 3 van augustus 1986 tot en met juni 1989. Het programma werd gepresenteerd door Peter Holland en was de opvolger van het programma de Meurdersmethode. De tune van het programma was geïnspireerd op het nummer Willem, wordt wakker van The Butterflies maar luidde nu: Holland wordt wakker, Holland wordt wakker, een nieuwe VARA-dag, wordt wakker met een lach, Holland wordt wakker, Holland wordt wakker.
Net als in Gesodemeurders kon men iemand uit zijn bed laten bellen en konden beiden een wekker winnen. 
Regelmatig terugkerende woorden van Holland waren "Het is een kwestie van één knop, en Holland spreekt een woordje mee!", een verwijzing naar de kernwapenwedloop die in die tijd heel actueel was.
Verder waren er op het halve uur actualiteiten in de actualiteitenrubriek Dingen van de dag, gepresenteerd door onder meer Jeroen Pauw. Ook was er een krantenoverzicht en een weerbericht.
In een van de uitzendingen stelde hij de latere dj Wim Rigter aan het publiek voor.
Per vrijdag 1 september 1989 stapte Holland over naar Veronica Radio 3 en verdween het programma. Kort daarna kwam op dit tijdstip De Leeuw wordt wakker met Paul de Leeuw.